# Модний шлюб
«Модний шлюб»  — серія картин Вільяма Гоґарта, за часом виконання датуються 1743—1745 роками. Основний задум робіт висміювання вад суспільства 18 століття. Вони у гостро сатиричному характері розкривають катастрофічні наслідки шлюбу, укладеного заради грошей чи соціального статусу. Картини зберігаються в Національній галереї в Лондоні .
Моралізаторство Гоґарта не було позитивно сприйняте суспільством і «Модний шлюб» набагато нижче був оцінений за попередні серії картин «Історія повії» (1732) і «Кар'єра мота» (1735). Продана дана серія картин була лише у 1751 році і за суму набагато меншу, ніж очікував Вільям Гоґарт.

## Опис
Соціальне підґрунтя
XVIII століття для Англії та Франції характерне початком індустріальної революції, завдяки чому відбулося розширення «середнього класу» суспільства, представники якого прагнули купувати твори мистецтва. Поряд із згасанням впливовості старої аристократії дуже значимим стає новий клас купецтва. Якщо до цього ми мали справу із мистецтвом, що створювалося для аристократів, монархів та церкви — то тепер ми маємо справу із мистецтвом для широкої авдиторії. Твори мистецтва стають тиражованішими. Серії картин  Гоґарта мали у собі потужний моралізаторське посилання, спрямоване саме на людей нового «середнього класу». Головна тема робіт серії «Модний шлюб» — висвітлення поширеної у XVIII столітті практики укладання шлюбу з метою економічної вигоди сторін, а не за коханням.
Зміст
Серія картин розкриває історію одруження сина, збіднілого лорда Сквандерфілда з донькою багато купця. Цей шлюб укладений був із розрахунку для взаємовигоди сторін, оскільки син Сквандерфілда отримував багатство сім'ї своєї дружини, а вона натомість аристократичний титул свого чоловіка.
- 1. Перша робота «Шлюбна угода» показує нам укладання домовленості про одруження дітей двох сімей. Праворуч ми бачимо лорда Сквандерфілда, що вказує на своє родинне дерево, що починається із середньовічного лицаря. Це вказує глядачеві на те, що він до цього шлюбу долуча́є шляхетний родовід. За вікном позаду Сквандерфілда ми бачимо, що розбудова його садиби припинилася і очевидно йому необхідні кошти на її продовження, які він і має на меті отримати із цього шлюбу. Навпроти ліворуч натомість ми бачимо його сина, який байдужий. Позаду нього ми бачимо його майбутню дружину, на яку він не звертає ніякої уваги. Доньку купця втішає адвокат Сільвертон. Тобто, ми маємо справу із шлюбом за домовленістю з відсутністю будь-яких почуттів з обох сторін. Кожна із сторін зацікавлена суто у своїх інтересах. Положення молодих людей у цьому шлюбі передають дві прикуті одна до одної собаки, зображені в кутку.
- 2. «Віч-на-віч» (The Tête à Tête). Друге зображення серії розкриває події невдовзі після укладання шлюбу. Молодий чоловік повернувся додому після ночі пияцтва та розпусти. Він виглядає абсолютно змученим, виснаженим і явно незадоволеним собою. Маленька собачка знаходить у кишені чоловіка жіночий головний убір — деталь що вказує на подружню зраду. Проте його дружина виглядає так, ніби вона добряче повеселилася і сама. Її корсет розстібнутий, вона має напрочуд вульгарний вигляд і цілком задоволеною собою. Коханець ймовірно нещодавно покинув її. Під ногами жінки лежить відкрита нотна книга та музичний інструмент як натяк на любовні веселощі, що мали місце до повернення її чоловіка. Оскільки музика традиційно є символом задоволення. Яскраво вказують на аморальність цієї пари портрети святих у кімнаті позаду. Саме у контрасті музики як символу гріховного задоволення та цих портретів автор розкриває для нас цю аморальність. Дзеркалом у руці героїня роботи подає сигнали своєму коханцю про повернення її чоловіка додому.   Розкидані речі у домі та прислуга, що тримає в руках стос неоплачених рахунків, свідчить про те, що в домашніх справах безлад.[4]
- 3. На третьому зображення серії «Візит до шарлатана» син графа відвідує лікаря-шарлатана з молодою повією. Вже на першому зображенні серії ми могли помітити прояви наявності захворювання на сифіліс у юного графа Сквандерфілда за наявністю виразки на його шиї. Він, незадоволений таблетками призначеними йому для лікування сифілісу, вимагає відшкодування грошей, а вигляд молодої повії виказує наявність ранньої стадії цієї хвороби і у неї. Гоґарт спрямовує всі візуальні засоби на те, щоб у глядача не виникало жодного роду співчуття до молодого графа. Ми розуміємо який аморальний спосіб життя він веде. І також очевидно, що сифілісом він заразив і свою дружину. В медичному кабінеті на столі лікаря ми бачимо череп як символ скорої смерті, що чекає на всіх героїв цієї роботи.[5]
- 4. «Будуар графині» четверте зображення, що показує нам молоду дружину графа Сквандерфілда в інтер'єрі її спальні. Вона знаходиться в оточені друзів і явно ставить розваги на багато вищий рівень важливотсті, ніж обов'язок піклуватися про сім'ю. Старий граф Сквандерфілд помер, тож його син тепер новий граф, а його дружина — графиня. Вона сидить спиною до гостей, не звертаючи на них уваги. Адвокат Сільвертон з першої картини серії завжди зображується поруч із графинею, що наводить на думку про існування роману між ними. Також ми можемо зрозуміти, що молода графиня не є гарною матір'ю, оскільки про наявність дитини у неї ми можемо дізнатися із наступних картин серії, проте мі ніколи не бачимо дитину поряд із дружиною молодого графа Сквандерфілда.
- 5. На п'ятій картині «У ванній» молодий граф спіймав свою дружину в ванній з її коханцем. Простір ванної використовується в контексті місця, де герої ховали свої секрети. Проте маски на підлозі свідчать про те, що стосунки пари були маскарадом і саме ця сцена є моментом зняття масок. Ми бачимо, що граф Сквандерфілд був смертельно пораненим коханцем його дружини. В той момент як молода графиня просить пробачення у свого чоловіка, адвокат в нічній сорочці поспішно виходить через вікно. Зображення жінки з білкою на руці, що висить позаду графині, містить непристойні відтінки.[6]
- 6. Нарешті, у шостій картині «Смерть леді» (назва на рамці: "Самогубство графині ") графиня отруює себе у своєму горі та злиденному вдівстві, після того, як її коханець був повішений у Тайберні за вбивство її чоловіка. Стара жінка, що несе дитину, дозволяє дитині поцілувати мертву матір, але слід на щоці дитини свідчить про те, що хвороба її батьків була передана їй. Батько графині, чий скупий спосіб життя проявляється в інтер'єрі будинку, знімає з її пальця обручку, єдине цінне майно, що залишилося від його покійної дочки.

Хогарт мав намір продовжити серію «Модний шлюб» серією під назвою "Щасливе одруження ", але дана збірка існує лише як серія незавершених етюдів.